# Stichting Schaatsseizoen
Stichting Schaatsseizoen is een Nederlandse stichting met statistische berichtgeving - uitslagen, ranglijsten - en verslagen over de schaatssport in samenwerking met de KNSB dat elk voorgaande schaatsseizoen vastlegt in een boek, al diverse jaren onder leiding van een viermans-redactie.
Het jaarlijkse Schaatsseizoen is ook bekend als dé jaarlijkse schaatsbijbel en verschijnt elk jaar rond oktober/november. Daarin staan de seizoenranglijsten, de wereldranglijsten per afstand en allerlei onbekende historische schaatsfeiten. De eerste uitgave verscheen in 1972 onder leiding van Hedman Bijlsma en Alex Dumas. Vanaf de jaren '80 gaf Dumas het stokje over aan Nol Terwindt. Tegenwoordig vormen Bijlsma, Terwindt en Karel Verbeek de redactie.